# Llengües ijo occidentals
Les llengües ijo occidentals és un grup lingüístic que pertany a la família lingüística de les llengües ijo, que són llengües nigerocongoleses.
Les llengües ijo occidentals són el biseni, l'okodia i l'oruma i totes elles es parlen al sud de Nigèria, concretament a l'estat de Bayelsa.